# Włodzimierz Niderhaus

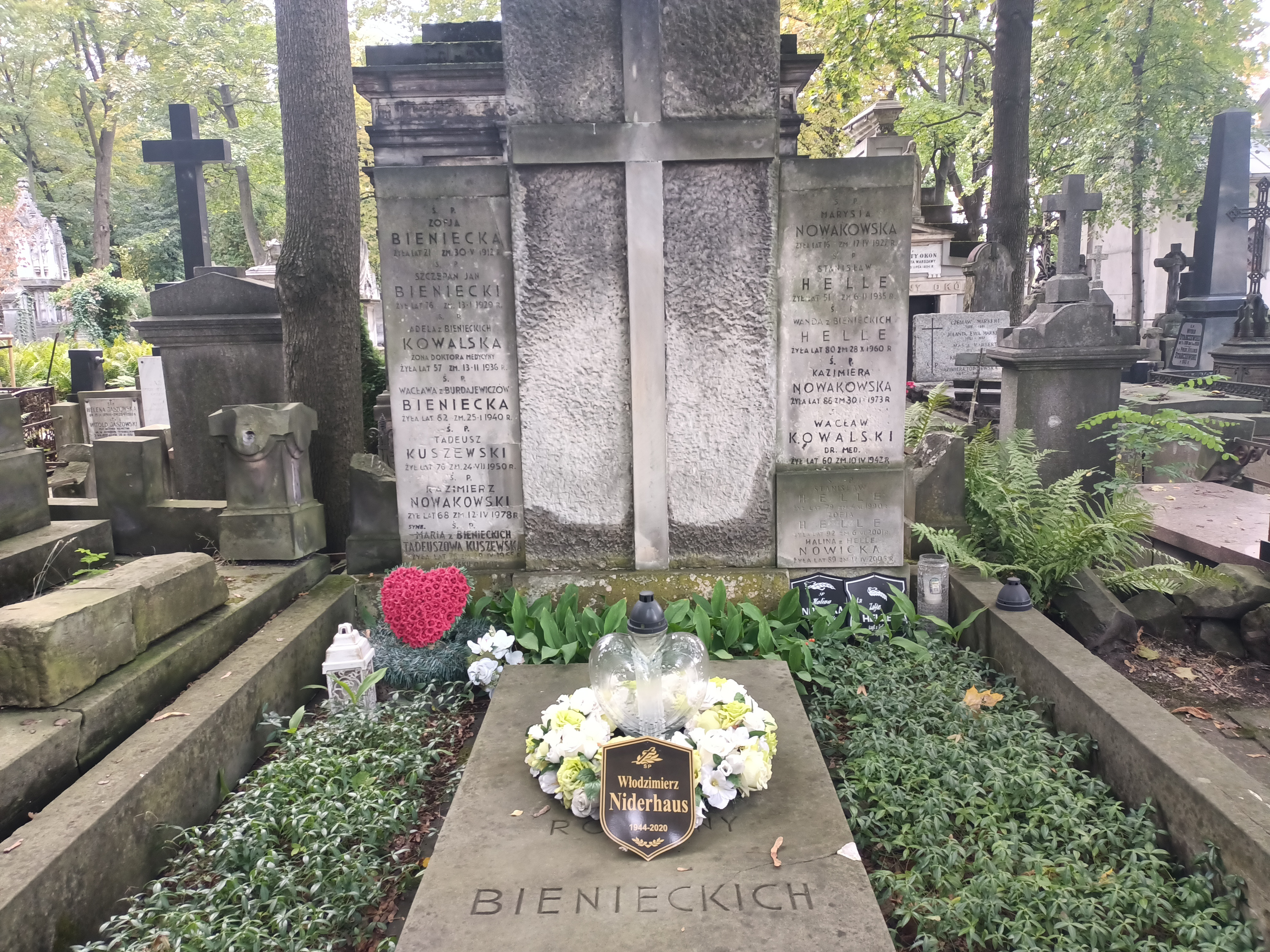
Grób Włodzimierza Niderhausa na cmentarzu Powązkowskim

Włodzimierz Adam Niderhaus (ur. 18 sierpnia 1944 w Warszawie, zm. 8 maja 2020 tamże) – polski producent filmowy, wieloletni dyrektor Wytwórni Filmów Dokumentalnych i Fabularnych w Warszawie.

## Życiorys
Absolwent Wydziału Mechaniki Precyzyjnej Politechniki Warszawskiej. Od 1970 zawodowo związany z WFDiF, w 1989 objął stanowisko dyrektora tej instytucji. Od 2005 do 2008 pełnił funkcję sekretarza rady Polskiego Instytutu Sztuki Filmowej.
Jako producent i koproducent brał udział w powstaniu około 50 filmów fabularnych. Był producentem m.in. Różyczki z 2010 w reżyserii Jana Kidawy-Błońskiego, który to film otrzymał Złote Lwy na 35. FPFF w Gdyni. Za tę produkcję na tym samym festiwalu Włodzimierz Niderhaus otrzymał Złotego Kangura, nagrodę australijskich dystrybutorów filmowych. W 2015 otrzymał Srebrne Lwy 40. Festiwalu Filmowego w Gdyni jako producent filmu Excentrycy, czyli po słonecznej stronie ulicy w reżyserii Janusza Majewskiego.
19 maja 2020 został pochowany na cmentarzu Powązkowskim w Warszawie.

## Odznaczenia
Odznaczony Srebrnym (2005) i Złotym (2010) Medalem „Zasłużony Kulturze Gloria Artis”. W 2011 prezydent Bronisław Komorowski odznaczył go Krzyżem Oficerskim Orderu Odrodzenia Polski.

## Filmografia
- 1998: Poniedziałek
- 1999: Córy szczęścia
- 1999: Ostatnia misja
- 2000: 6 dni strusia
- 2000: Enduro Bojz
- 2000: Sezon na leszcza
- 2001: Angelus
- 2001: Poranek kojota
- 2001: Reich
- 2001: Tryumf pana Kleksa
- 2002: E=mc²
- 2002: Haker
- 2002: Suplement
- 2003: Pornografia
- 2003: Show
- 2004: Vinci
- 2005: Komornik
- 2005: Po sezonie
- 2006: Czeka na nas świat
- 2006: Francuski numer
- 2006: Jasminum
- 2006: Statyści
- 2007: Ogród Luizy
- 2007: U Pana Boga w ogródku
- 2008: Boisko bezdomnych
- 2008: Ile waży koń trojański?
- 2008: Serce na dłoni
- 2009: Galerianki
- 2009: Generał Nil
- 2009: Miłość na wybiegu
- 2009: Operacja Dunaj
- 2009: Rewers
- 2010: Lincz
- 2010: Mała matura 1947
- 2010: Mistyfikacja
- 2010: Różyczka
- 2010: Święty interes
- 2011: Róża
- 2012: Dziewczyna z szafy
- 2013: W ukryciu
- 2015: Excentrycy, czyli po słonecznej stronie ulicy
- 2015: Karbala
- 2016: Moje córki krowy